# Yucca brevifolia

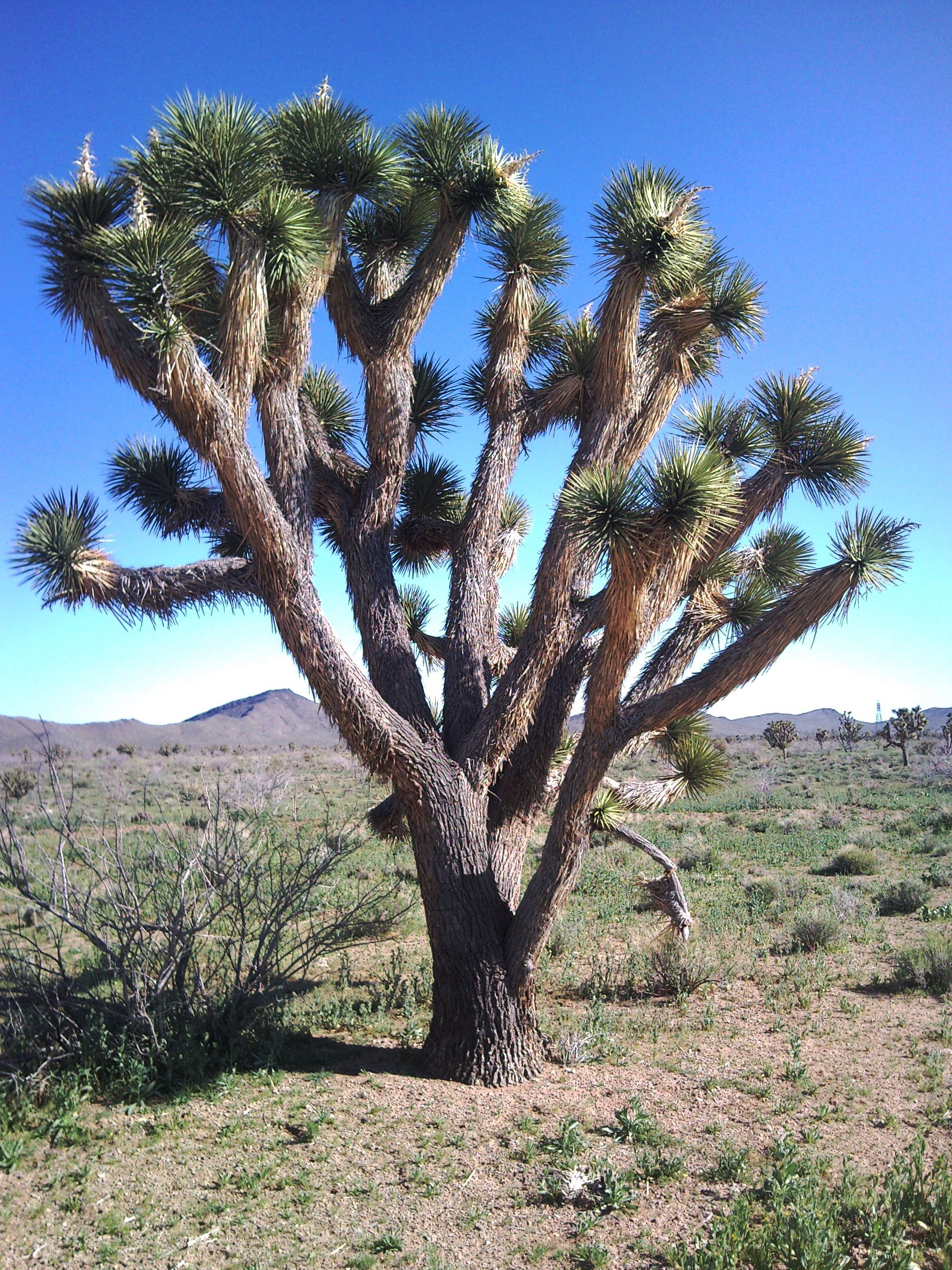
Arbre de Josuè a Arizona

Yucca brevifolia (més conegut com a arbre de Josuè (en anglès:Joshua tree) és una espècie de planta que pertany al gènere Yucca (Iuca) dins la família Agavaceae. Apareix sovint al cinema en pel·lícules, al costat de la carretera, quan els protagonistes es dirigeixen a Las Vegas des de Califòrnia És una planta monocotiledònia originària del sud-oest d'Amèrica del Nord, estats de Califòrnia, Arizona, Utah i Nevada, on queda confinada quasi al Desert de Mojave entre els 400-1.800 m. Prospera en praderies obertes del Queen Valley i Lost Horse Valley al Parc nacional Joshua Tree. N'hi ha dues subespècies.

## Creixement i desenvolupament

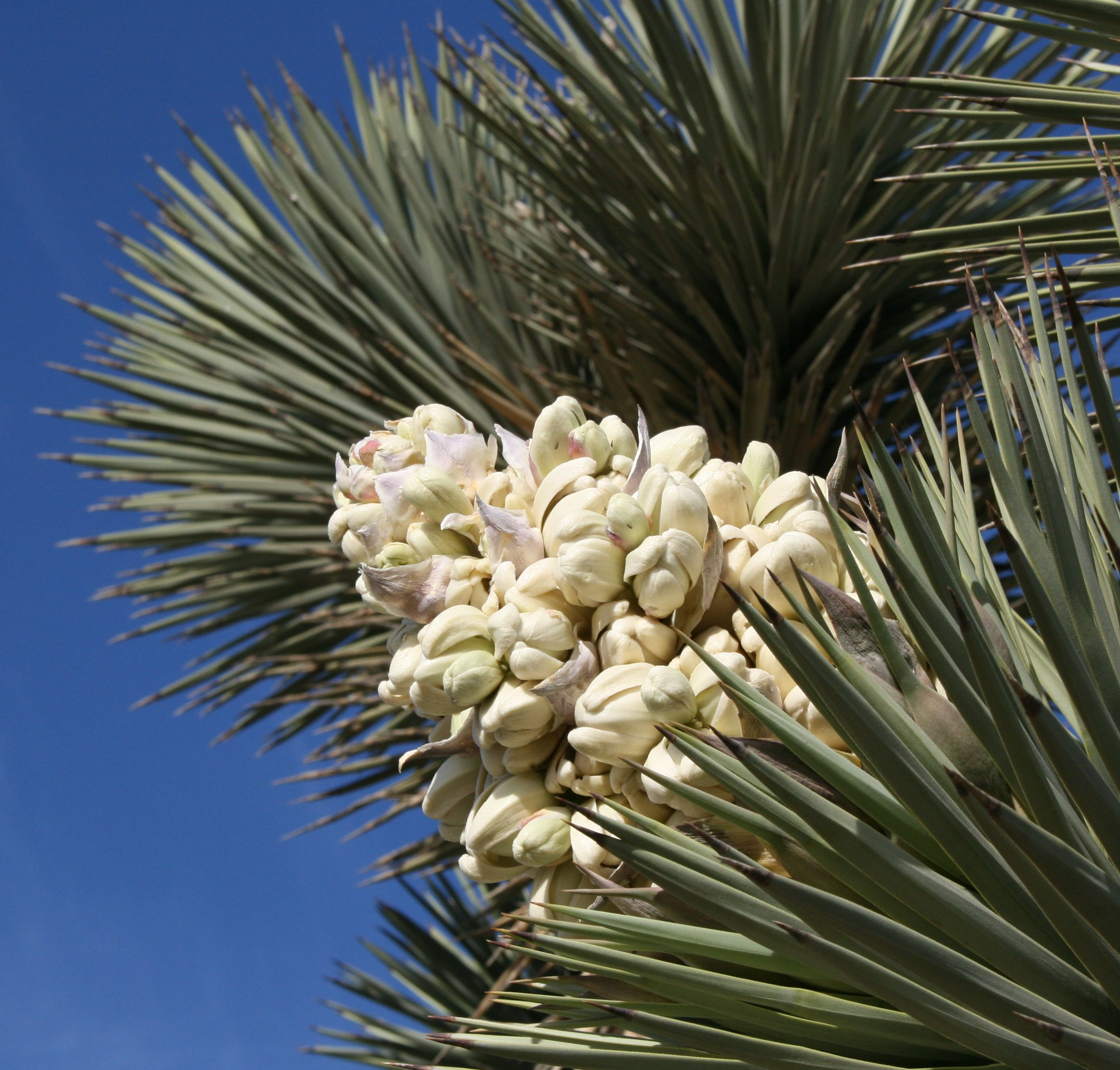
Panícula

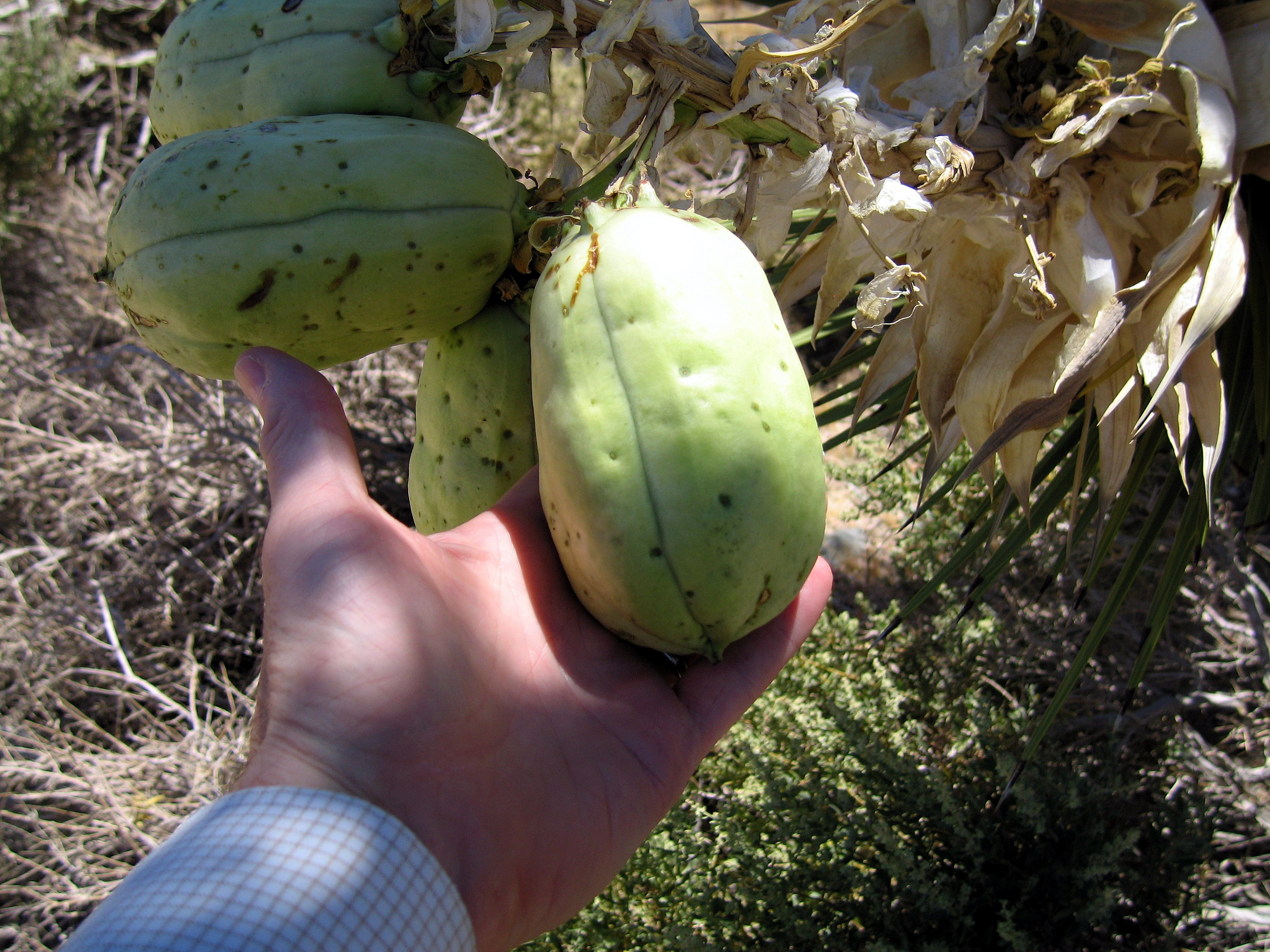
Fruit

Els arbres de Josué creixen lentament, els primers anys arriben als 20 centímetres, passant a créixer pocs centímetres cada any. El tronc està fet de milers de fibres i cada any perd anells fent difícil determinar-ne l'edat. Les arrels possiblement arriben a 11 m de fondària Pot viure centenars d'anys o arribar al miler d'anys, l'exemplar més alt feia 15 m. Es reprodueix per llavors o pel rizoma. Floreix en panícula des de febrer fins a finals d'abril, com altres plantes de llocs àrids li cal les pluges per florir. El pol·linitza l'arna de la iuca. El fruit és el·líptic amb moltes llavors planes.

## Etnobotànica
Els nadius americans Cahuilla el consideren encar un recurs valuós (l'anomenen "hunuvat chiy'a" o "humwichawa"). Abans s'usaven les fulles d'aquesta planta per fer-ne sandàlies i cistells i se'n menjaven borrons i llavors.
El nom d'arbre de Josué li donaren un grup de mormons a mitjan segle xix.